# Ariane (Q100)

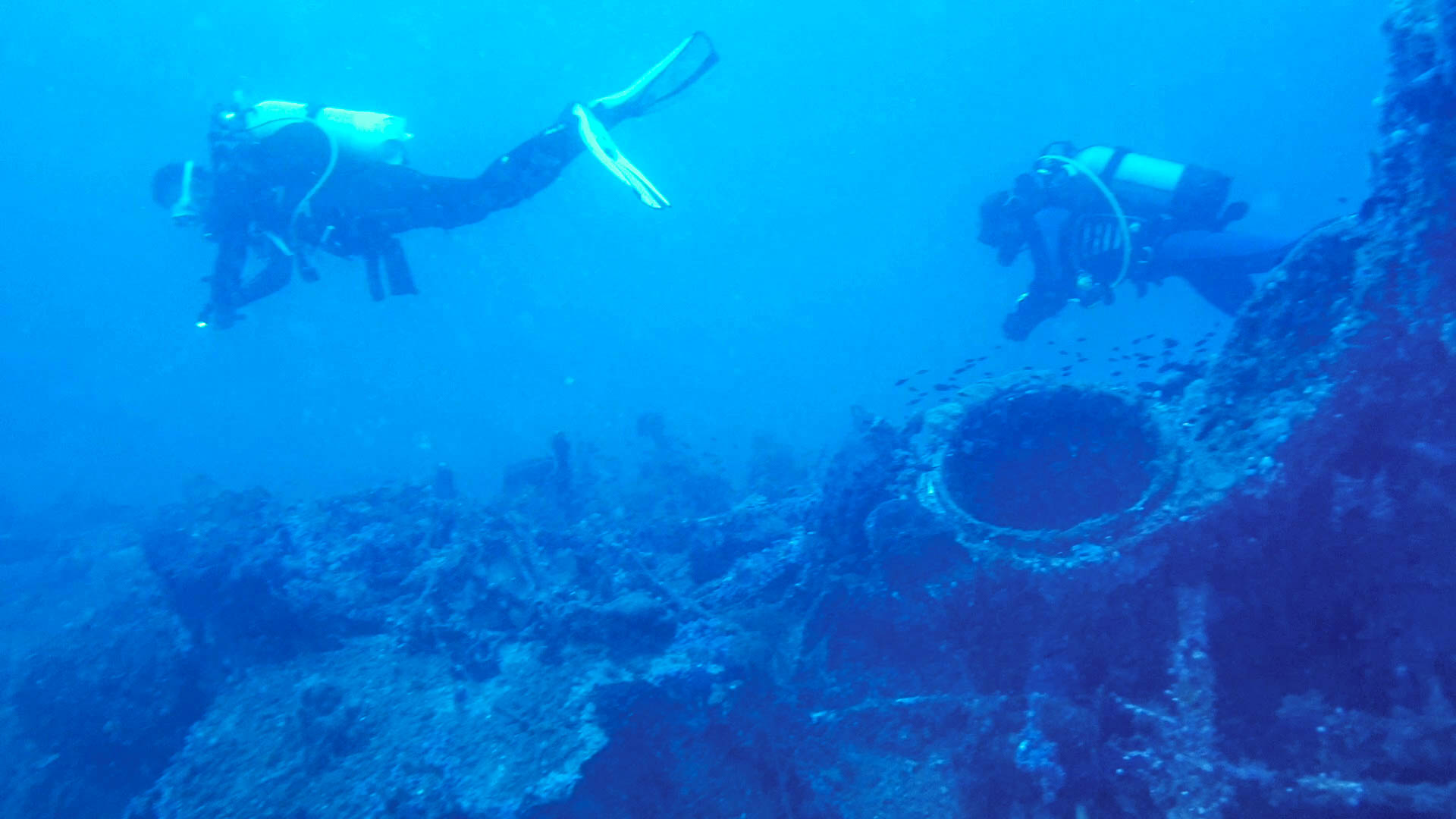
Découverte de l'épave de l'Ariane Q100 par des plongeurs amateurs

L'Ariane (Q100) est un sous-marin de classe Clorinde modifié construit à Cherbourg entre 1912 et 1916. Il fut coulé par deux torpilles lancées par un sous-marin allemand le UC 22 le 19 juin 1917 au large du cap Bon. Le naufrage fit 21 morts et  8 survivants, ces derniers recueillis par le torpilleur Bourrasque.
L'épave du sous-marin l'Ariane a été découverte par des plongeurs et identifiée le 21 septembre 2020 au large de Ras Adar par 50 m de fond.